# María Antonieta Pérez Reyes
María Antonieta Pérez Reyes (Ciudad Juárez, Chihuahua; 14 de enero de 1963) es una política mexicana. Estudió Administración de Empresas egresada del Instituto Tecnológico de Ciudad Juárez. Fue diputada federal en la LXI Legislatura de 2009 a 2012.

## Biografía
Nacida el 14 de enero de 1963 en Ciudad Juárez, Chihuahua, estudió la Licenciatura en Administración de Empresas en el Instituto Tecnológico de Ciudad Juárez de la cual se graduó en 1986 y la Maestría en Administración Pública en el Instituto Tecnológico y de Estudios Superiores de Monterrey. María Antonieta se dedicó a las actividades empresariales por varios años, siendo fundadora de varias empresas y asociaciones en Ciudad Juárez, como el Centro de Liderazgo y Desarrollo Humano e invitada de la Fundación Konrad Adenauer. También fue consejera de la Confederación Patronal de la República Mexicana en Ciudad Juárez durante seis años.

### Carrera política
A mediados de los años 90, participó en las campañas del Partido Acción Nacional en Ciudad Juárez, siendo patrocinadora de las mismas y funcionaria de casilla en varias ocasiones. Luego de esto, se afilió al partido.
En 2002 fue designada por el Congreso de Chihuahua como Consejera de la Asamblea Municipal Electoral para las elecciones extraordinarias en Ciudad Juárez de ese año. Para 2003 fue candidata suplente de Ramón Galindo Noriega por una diputación federal plurinominal. Resultaron elegidos, sin embargo, al no pedir Galingo licencia nunca, María Antonieta jamás tomó protesta.
En 2006 fue postulada por el PAN como candidata a diputada federal por el Distrito IV de Ciudad Juárez, resultando perdedora frente al candidato de la Alianza por México, Víctor Valencia de los Santos. De 2006 a 2009 fue directora de enlace parlamentario de la Comisión de Desarrollo Municipal del Senado de la República.
En 2009, su partido la volvió a postular como candidata a diputada federal, pero en esta ocasión por el por el Distrito III de Ciudad Juárez, resultando electa tras vencer al candidato del Partido Revolucionario Institucional, Gabriel Flores Viramontes, por poco más de 500 votos. Tomó protesta como diputada el 1 de septiembre de 2009, formando parte de la LXI Legislatura, donde formó parte de varias comisiones, como de Economía, Gobernación, Justicia, Especial para Conocer y dar Seguimiento Puntual y Exhaustivo a las Acciones que han emprendido las autoridades competentes en Relación a los Feminicidios Registrados en México y propuso la Ley Contra la Trata de Personas, la Ley de Acciones Colectivas, y promovió y negoció la Ley Contra el Lavado de dinero. Dejó el cargo hasta el 31 de agosto de 2012, día en que finalizó la legislatura.
En 2013, Acción Nacional la postuló como candidata a Presidenta Municipal de Ciudad Juárez, para las elecciones de ese año, tras vencer en proceso interno a Arturo Ayala. En las elecciones constitucionales, perdió frente al candidato del PRI, Enrique Serrano Escobar.
El 25 de enero de 2016 renunció al Partido Acción Nacional. Posteriormente, el 12 de agosto de ese año, el alcalde electo de Ciudad Juárez, Armando Cabada Alvídrez anunció que sería Pérez Reyes sería la Directora de Desarrollo Social del Ayuntamiento, tomando protesta el 9 de octubre de 2016.
El 3 de octubre de 2017, Pérez Reyes anunció ante el Instituto Nacional Electoral su intención de ser de nueva cuenta candidata a diputada federal por el Distrito IV, pero en esta ocasión por la vía independiente. El 6 de octubre renunció a su puesto en la Presidencia Municipal. Finalmente, Pérez Reyes no fue elegida y en 2021 fue candidata a diputada local para el Distrito 10, en esta ocasión por Morena resultando elegida para la LXVII Legislatura entre 2021 y 2024.